# 김영익 (축구 선수)
김영익(한국 한자: 金永翊, 1996년 1월 21일 ~ )은 대한민국의 축구 선수이며, 포지션은 골키퍼이다.